# 三都镇 (柳州市)
三都镇，是中华人民共和国广西壮族自治区柳州市柳江区下辖的一个乡镇级行政单位。

## 行政区划
三都镇下辖以下地区：
三都社区、板江村、白见村、三都村、觉山村、里贡村、龙兴村、工农村、博艾村和三加村。